# Copa Interclubes Kagame 2011
La Copa Interclubes Kagame 2011 fue la 37.ª edición de este torneo de fútbol a nivel de clubes de África organizado por la CECAFA y que contó con la participación de 13 equipos representantes de África Central y África Oriental, 2 equipos más que en la edición anterior.
El Young Africans SC de Tanzania venció al Simba SC también de Tanzania en la final disputada en Tanzania para ganar el título por cuarta ocasión y así cortar el domonio de los equipos de Ruanda en las dos ediciones anteriores, mientras que el campeón defensor APR FC de Ruanda fue eliminado en la fase de grupos.

## Fase de grupos

### Grupo A
Todos los partidos se jugaron en Dar es Salaam.
| Simba SC      | 0-0 | Vital'O FC    |
| Etincelles FC | 2-3 | Ocean View FC |
| Ocean View FC | 2-0 | Red Sea FC    |
| Etincelles FC | 1-3 | Vital'O FC    |
| Simba SC      | 1-0 | Ocean View FC |
| Red Sea FC    | 4-1 | Etincelles FC |
| Simba SC      | 2-0 | Etincelles FC |
| Vital'O FC    | 0-1 | Red Sea FC    |
| Red Sea FC    | 0-0 | Simba SC      |
| Ocean View FC | 0-1 | Vital'O FC    |

| Club          | J | G | E | P | GF | GC | GD | Pts |
| ------------- | - | - | - | - | -- | -- | -- | --- |
| Simba SC      | 4 | 2 | 2 | 0 | 3  | 0  | 3  | 8   |
| Red Sea FC    | 4 | 2 | 1 | 1 | 5  | 3  | 2  | 7   |
| Vital'O FC    | 4 | 2 | 1 | 1 | 4  | 2  | 2  | 7   |
| Ocean View FC | 4 | 2 | 0 | 2 | 5  | 4  | 1  | 6   |
| Etincelles FC | 4 | 0 | 0 | 4 | 4  | 12 | -8 | 0   |

### Grupo B
Todos los partidos se jugaron en Dar es Salaam.
| Young Africans SC    | 2-2 | Al-Merreikh Omdurmán |
| Bunamwaya            | 4-0 | Elman FC             |
| Al-Merreikh Omdurmán | 1-1 | Bunamwaya            |
| Elman FC             | 0-2 | Young Africans SC    |
| Elman FC             | 0-3 | Al-Merreikh Omdurmán |
| Young Africans SC    | 3-2 | Bunamwaya            |

| Club              | J | G | E | P | GF | GC | GD | Pts |
| ----------------- | - | - | - | - | -- | -- | -- | --- |
| Young Africans FC | 3 | 2 | 1 | 0 | 7  | 4  | 3  | 7   |
| Al-Merreikh       | 3 | 1 | 2 | 0 | 6  | 3  | 3  | 5   |
| Bunamwaya         | 3 | 1 | 1 | 1 | 7  | 4  | 3  | 4   |
| Elman FC          | 3 | 0 | 0 | 3 | 0  | 9  | -9 | 0   |

### Grupo C
Todos los partidos se jugaron en la ciudad de Morogoro.
| APR FC          | 4-0 | AS Port         |
| Ulinzi Stars    | 1-1 | Saint-George SA |
| APR FC          | 1-3 | Saint-George SA |
| AS Port         | 0-9 | Ulinzi Stars    |
| Ulinzi Stars    | 0-0 | APR FC          |
| Saint-George SA | 7-0 | AS Port         |

| Club            | J | G | E | P | GF | GC | GD  | Pts |
| --------------- | - | - | - | - | -- | -- | --- | --- |
| Saint-George SA | 3 | 2 | 1 | 0 | 11 | 2  | 9   | 7   |
| Ulinzi Stars    | 3 | 1 | 2 | 0 | 10 | 1  | 9   | 5   |
| APR FC          | 3 | 1 | 1 | 1 | 5  | 3  | 2   | 4   |
| AS Port         | 3 | 0 | 0 | 3 | 0  | 20 | -20 | 0   |

## Cuartos de final
| Equipo 1             | Resultado   | Equipo 2     |
| -------------------- | ----------- | ------------ |
| Al-Merreikh Omdurmán | 1-1 (9-8 p) | Ulinzi Stars |
| Simba SC             | 2-1         | Bunamwaya    |
| Young Africans SC    | 0-0 (6-5 p) | Red Sea FC   |
| Saint-George SA      | 2-0         | Vital'O FC   |

## Semifinales
| Equipo 1          | Resultado   | Equipo 2             |
| ----------------- | ----------- | -------------------- |
| Simba SC          | 1-1 (5-4 p) | Al-Merreikh Omdurmán |
| Young Africans SC | 0-0 (5-4 p) | Saint-George SA      |

## Tercer Lugar
| Equipo 1             | Resultado | Equipo 2        |
| -------------------- | --------- | --------------- |
| Al-Merreikh Omdurmán | 2-0       | Saint-George SA |

## Final
| Equipo 1 | Resultado | Equipo 2          |
| -------- | --------- | ----------------- |
| Simba SC | 0-1       | Young Africans SC |

## Campeón
| Copa Interclubes Kagame 2011 |
| ---------------------------- |
| Bandera de Tanzania          |
| Young Africans SC 4º Título  |